# Arcanum
Arcanum és una població dels Estats Units a l'estat d'Ohio. Segons el cens del 2000 tenia 2.076 habitants.

## Demografia
Segons el cens del 2000, Arcanum tenia 2.076 habitants, 853 habitatges, i 603 famílies. La densitat de població era de 691 habitants/km².
Dels 853 habitatges en un 34% hi vivien nens de menys de 18 anys, en un 58,9% hi vivien parelles casades, en un 9,3% dones solteres, i en un 29,3% no eren unitats familiars. En el 25,9% dels habitatges hi vivien persones soles el 14,7% de les quals corresponia a persones de 65 anys o més que vivien soles. El nombre mitjà de persones vivint en cada habitatge era de 2,43 i el nombre mitjà de persones que vivien en cada família era de 2,92.
Per edats la població es repartia de la següent manera: un 26,4% tenia menys de 18 anys, un 8,2% entre 18 i 24, un 28,1% entre 25 i 44, un 19,8% de 45 a 60 i un 17,4% 65 anys o més.
L'edat mediana era de 35 anys. Per cada 100 dones de 18 o més anys hi havia 84,3 homes.
La renda mediana per habitatge era de 42.649 $ i la renda mediana per família de 51.429 $. Els homes tenien una renda mediana de 36.850 $ mentre que les dones 21.597 $. La renda per capita de la població era de 19.597 $. Aproximadament el 2,5% de les famílies i el 3,5% de la població estaven per davall del llindar de pobresa.

## Poblacions més properes
El següent diagrama mostra les poblacions més properes.